# Sonny Lester
Pour les articles homonymes, voir Lester.
Sonny Lester, né le 15 novembre 1924 à New York et mort le 28 avril 2018, est un musicien américain de jazz et un producteur de musique.

## Biographie
Sonny Lester est à l'origine un trompettiste de jazz. En 1966, il crée, avec Manny Albam et Phil Ramone, le label Solid State Records au sein de la United Artists où il produit notamment les disques de Chick Corea, Joe Williams, Dizzy Gillespie, et Jimmy McGriff. Le label est ensuite intégré à Blue Note Records et Sonny Lester devient le directeur du label Denon Jazz en 1986. Il crée également son propre label, le Lester Recording Catalog, qui édite Dave Brubeck, Count Basie, Chick Corea, et Dizzy Gillespie.